# Tichá (Dolní Dvořiště)
Tichá (německy Oppolz) je vesnice, část obce Dolní Dvořiště v okrese Český Krumlov. Nachází se asi 5,5 km na východ od Dolního Dvořiště. Je zde evidováno 51 adres.
Tichá je také název katastrálního území o rozloze 16,91 km². Vesnice Tichá leží i v katastrálním území Cetviny o rozloze 6,38 km² a Mikulov o rozloze 3,88 km². V těchto katastrálních územích je přírodní památka a evropsky významná lokalita Horní Malše.

## Historie
První písemná zmínka o vesnici pochází z roku 1360. Od polovny 19. století byla Tichá samostatnou obcí. V letech 1938 až 1945 byla (v důsledku uzavření Mnichovské dohody) součástí nacistického Německa. Od roku 1950 do roku 1980 byla osadou obce Rychnov nad Malší. V roce 1981 byla připojena k obci Dolní Dvořiště.

## Pamětihodnosti
- Tvrz
- Kříže u lesní cesty U Šímy
- Památník pohraničníkovi zabitému v roce 1945

## Galerie

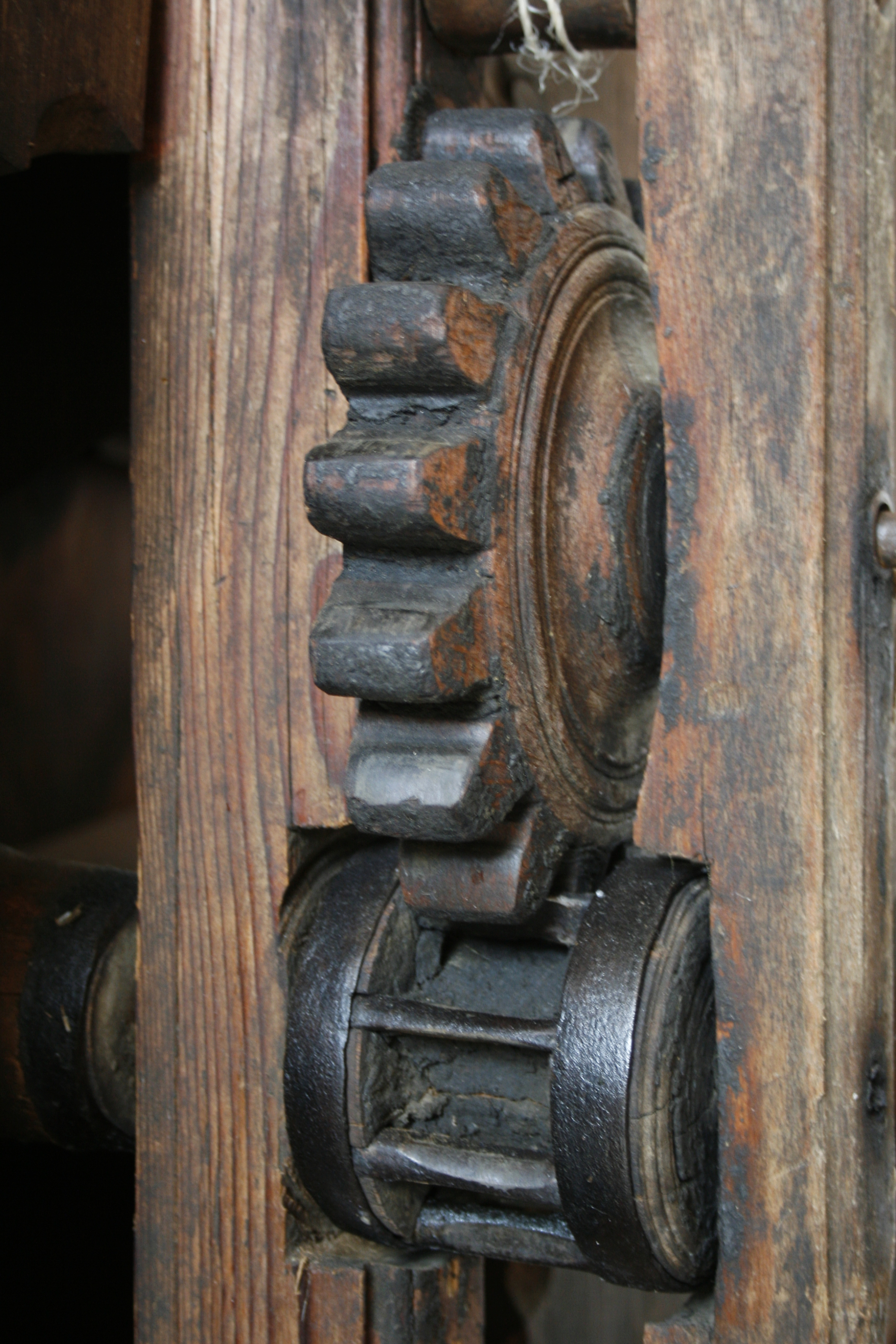
Fukar z Tiché z první poloviny 20. století
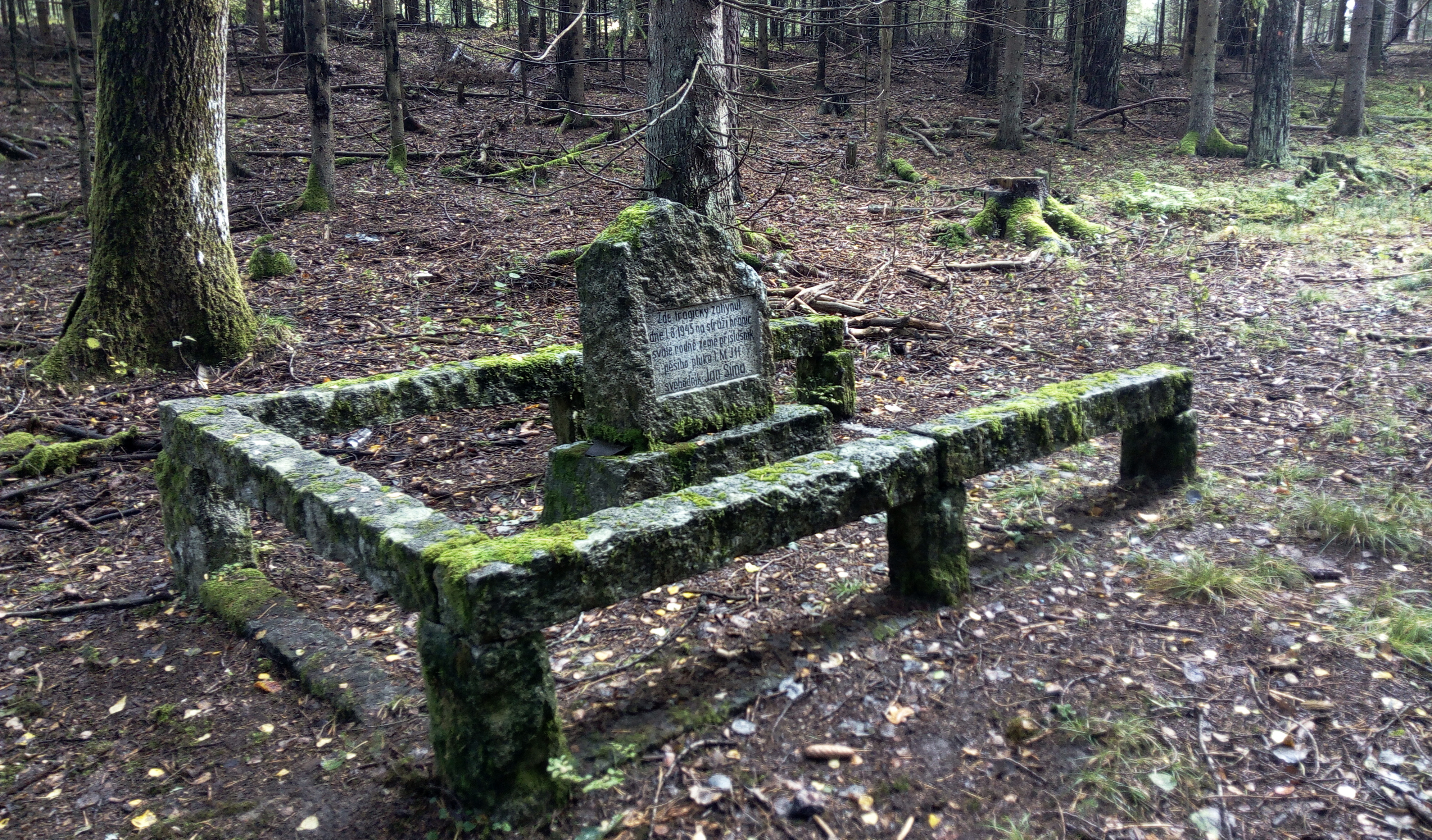
Památník pohraničníkovi
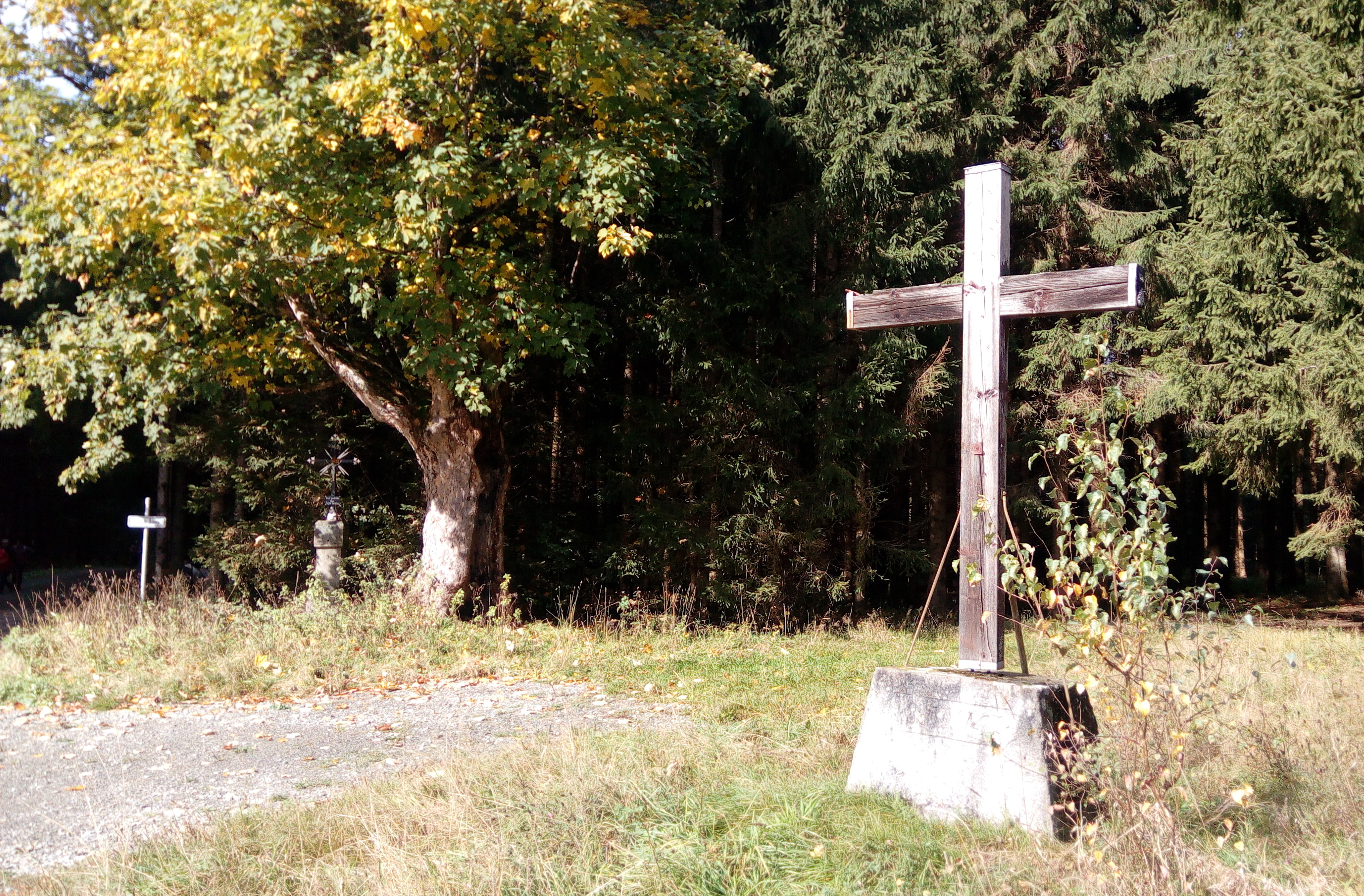
Kříž u lesní cesty
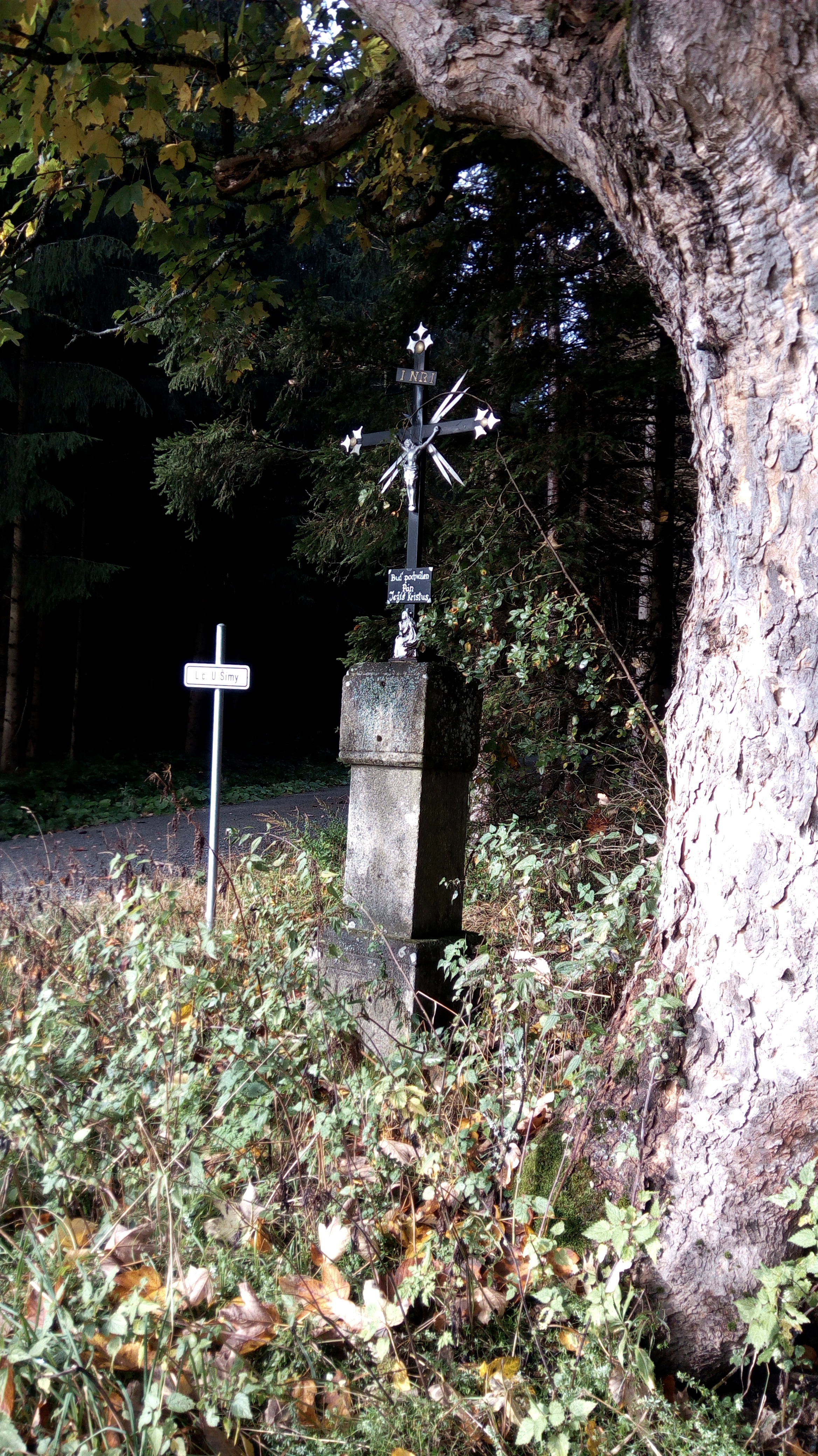
Křížek s datací 1876